# Consiglio episcopale latinoamericano
Il Consiglio episcopale latinoamericano (Consejo Episcopal Latinoamericano), meglio noto con la forma abbreviata di CELAM, è un organismo della chiesa cattolica che raggruppa i vescovi dell'America Latina e dei Caraibi.

## Storia e sviluppo
Il CELAM nasce nel 1955, quando a Rio de Janeiro, dal 25 luglio al 4 agosto, si riunirono per la prima volta i vescovi latinoamericani, che gettarono le basi per la sua costituzione, che ricevette l'approvazione di papa Pio XII.

## Organizzazione
Ogni 4 anni si riunisce l'assemblea ordinaria, composta dai presidenti delle conferenze episcopali della regione, per definire gli orientamenti pastorali ed eleggere i vari dirigenti del CELAM.
Periodicamente si riunisce inoltre l'assemblea plenaria di tutti i vescovi del CELAM. Finora sono cinque le conferenze generali degli episcopati latinoamericani:
1. Rio de Janeiro (Brasile), 25 luglio - 4 agosto 1955
2. Medellin (Colombia), 28 agosto - 6 settembre 1968, aperta da papa Paolo VI
3. Puebla (Messico), 27 gennaio - 13 febbraio 1979, con la presenza di papa Giovanni Paolo II
4. Santo Domingo (Repubblica Dominicana), 12 - 28 ottobre 1992, aperta da papa Giovanni Paolo II
5. Aparecida (Brasile), 13 - 31 maggio 2007, con la presenza di papa Benedetto XVI

Al suo interno, il CELAM si compone di sette dipartimenti: comunione ecclesiale e dialogo, missione e spiritualità, vocazioni e ministeri, famiglia e vita, cultura e educazione, giustizia e solidarietà, comunicazioni sociali.
L'attuale presidente è Cardinale Jaime Spengler, O.F.M., Arcivescovo metropolita di Porto Alegre.
Il Consiglio ha sede a Bogotà, in Colombia.

## Membri del CELAM
- Conferenza episcopale delle Antille (Antilles Episcopal Conference, AEC)
- Conferenza episcopale d'Argentina (Conferencia Episcopal Argentina, CEA)
- Conferenza episcopale boliviana (Conferencia Episcopal Boliviana, CEB)
- Conferenza nazionale dei vescovi del Brasile (Conferência Nacional dos Bispos do Brasil, CNBB)
- Conferenza episcopale del Cile (Conferencia Episcopal de Chile, CEC)
- Conferenza episcopale della Colombia (Conferencia Episcopal de Colombia)
- Conferenza episcopale di Costa Rica (Conferencia Episcopal de Costa Rica, CECOR)
- Conferenza dei vescovi cattolici di Cuba (Conferencia de Obispos Católicos de Cuba, COCC)
- Conferenza episcopale ecuadoriana (Conferencia Episcopal Ecuatoriana)
- Conferenza episcopale di El Salvador (Conferencia Episcopal de El Salvador, CEDES)
- Conferenza episcopale di Haiti (Conférence Episcopale de Haïti, CEH)
- Conferenza episcopale di Honduras (Conferencia Episcopal de Honduras, CEH)
- Conferenza episcopale del Guatemala (Conferencia Episcopal de Guatemala, CEG)
- Conferenza dell'episcopato messicano (Conferencia del Episcopado Mexicano, CEM)
- Conferenza episcopale del Nicaragua (Conferencia Episcopal de Nicaragua, CEN)
- Conferenza dell'episcopato dominicano (Conferencia del Episcopado Dominicano, CED)
- Conferenza episcopale di Panamá (Conferencia Episcopal de Panamá, CEP)
- Conferenza episcopale paraguaiana (Conferencia Episcopal Paraguaya, CEP)
- Conferenza episcopale peruviana (Conferencia Episcopal Peruana)
- Conferenza episcopale portoricana (Conferencia Episcopal Puertorriqueña, CEP)
- Conferenza episcopale uruguaiana (Conferencia Episcopal Uruguaya, CBU)
- Conferenza episcopale venezuelana (Conferencia Episcopal Venezolana, CEV)

## Cronotassi

### Presidenti
- Arcivescovo Miguel Darío Miranda y Gómez (1958 - 1963)
- Arcivescovo Hélder Pessoa Câmara (1963 - 1965)
- Vescovo Manuel Larraín Errázuriz (1963 - 1966)
- Arcivescovo Avelar Brandão Vilela (1966 - 1972)
- Vescovo Eduardo Francisco Pironio (1972 - 1975)
- Cardinale Aloísio Leo Arlindo Lorscheider (1975 - 1979)
- Arcivescovo Alfonso López Trujillo (1979 - 1983)
- Arcivescovo Antonio Quarracino (1983 - 1987)
- Vescovo Darío Castrillón Hoyos (1987 - 1991)
- Cardinale Nicolás de Jesús López Rodríguez (1991 - 1995)
- Arcivescovo Oscar Andrés Rodríguez Maradiaga (1995 - 1999)
- Vescovo Jorge Enrique Jiménez Carvajal (1999 - 2003)
- Cardinale Francisco Javier Errázuriz Ossa, P.Schönstatt (2003 - 12 luglio 2007)
- Cardinale Raymundo Damasceno Assis (12 luglio 2007 - 19 maggio 2011)
- Arcivescovo Carlos Aguiar Retes (19 maggio 2011 - 13 maggio 2015)
- Cardinale Rubén Salazar Gómez (13 maggio 2015 - 15 maggio 2019)
- Arcivescovo Héctor Miguel Cabrejos Vidarte, O.F.M. (15 maggio 2019 - 17 maggio 2023)
- Cardinale Jaime Spengler, O.F.M., dal 17 maggio 2023

### Primi vicepresidenti
- Vescovo Manuel Larraín Errázuriz (1958 - 1963)
- Arcivescovo Pablo Muñoz Vega, S.J. (1965 - 1969)
- Arcivescovo Marcos Gregorio McGrath, C.S.C. (1970 - 1972)
- Arcivescovo Aloísio Leo Arlindo Lorscheider, O.F.M. (1972 - 1975)
- Cardinale Juan Landázuri Ricketts (1976 - 1979)
- Arcivescovo Luciano José Cabral Duarte (1979 - 1983)
- Vescovo Felipe Santiago Benítez Avalos (1983 - 1987)
- Arcivescovo Nicolás de Jesús López Rodríguez (1987 - 1991)
- Cardinale Juan Jesús Posadas Ocampo (1991 - 1993)
- Arcivescovo Luciano Pedro Mendes de Almeida, S.J. (1995 - 1999)
- Cardinale Francisco Javier Errázuriz Ossa, P.Schönstatt (1999 - 2003)
- Vescovo Carlos Aguiar Retes (2003 - 12 luglio 2007)
- Arcivescovo Baltazar Enrique Porras Cardozo (12 luglio 2007 - 19 maggio 2011)
- Cardinale Rubén Salazar Gómez (19 maggio 2011 - 13 maggio 2015)
- Vescovo Carlos María Collazzi Irazábal, S.D.B. (13 maggio 2015 - 15 maggio 2019)
- Cardinale Odilo Pedro Scherer (15 maggio 2019 - 17 maggio 2023)
- Arcivescovo José Luis Azuaje Ayala, dal 17 maggio 2023

### Secondi vicepresidenti
- Arcivescovo Hélder Pessoa Câmara (1958 - 1963)
- Arcivescovo Carlos Humberto Rodríguez Quirós (1963 - 1965)
- Arcivescovo Avelar Brandão Vilela (1965 - 1966)
- Arcivescovo Marcos Gregorio McGrath, C.S.C. (1966 - 1970)
- Vescovo Luis Eduardo Henríquez Jiménez (1970 - 1972)
- Vescovo Luis Manresa Formosa, S.J. (1972 - 1979)
- Arcivescovo Román Arrieta Villalobos (1979 - 1983)
- Vescovo Clemente José Carlos de Gouvea Isnard, O.S.B. (1983 - 1987)
- Cardinale José Freire Falcão (1987 - 1991)
- Arcivescovo Tulio Manuel Chirivella Varela (1991 - 1995)
- Cardinale Jaime Lucas Ortega y Alamino (1995 - 1999)
- Cardinale Geraldo Majella Agnelo (1999 - 2003)
- Arcivescovo Geraldo Lyrio Rocha (2003 - 12 luglio 2007)
- Arcivescovo Andrés Stanovnik, O.F.M.Cap. (12 luglio 2007 - 19 maggio 2011)
- Arcivescovo Dimas Lara Barbosa (19 maggio 2011 - 13 maggio 2015)
- Arcivescovo José Belisário da Silva, O.F.M. (13 maggio 2015 - 15 maggio 2019)
- Cardinale Leopoldo José Brenes Solórzano (15 maggio 2019 - 17 maggio 2023)
- Arcivescovo José Domingo Ulloa Mendieta, O.S.A., dal 17 maggio 2023

### Segretari generali
- Monsignore Julián Mendoza Guerrero (1958 - 1967)
- Vescovo Eduardo Francisco Pironio (1968 - 1972)
- Arcivescovo Alfonso López Trujillo (1972 - 1979)
- Vescovo Antonio Quarracino (1979 - 1983)
- Vescovo Darío Castrillón Hoyos (1983 - 1987)
- Vescovo Óscar Andrés Rodríguez Maradiaga, S.D.B. (1987 - 1991)
- Vescovo Raymundo Damasceno Assis (1991 - 1995)
- Vescovo Jorge Enrique Jiménez Carvajal, C.I.M. (1995 - 1999)
- Vescovo Felipe Arizmendi Esquivel (1999 - 2000)
- Vescovo Carlos Aguiar Retes (2000 - 2003)
- Arcivescovo Ramón Benito de La Rosa y Carpio (2003 - 2004)
- Vescovo Andrés Stanovnik, O.F.M.Cap. (2004 - 12 luglio 2007)
- Arcivescovo Victor Sánchez Espinosa (12 luglio 2007 - giugno 2009)
- Vescovo José Leopoldo González González (giugno 2009 - 19 maggio 2011)
- Vescovo Santiago Jaime Silva Retamales (19 maggio 2011 - 15 maggio 2015)
- Vescovo Juan Espinoza Jiménez (15 maggio 2015 - 15 maggio 2019)
- Arcivescovo Juan Carlos Cárdenas Toro (15 maggio 2019 - 6 novembre 2020)
- Arcivescovo Jorge Eduardo Lozano (6 novembre 2020 - 17 maggio 2023)
- Vescovo Lizardo Estrada Herrera, O.S.A., dal 17 maggio 2023